# Bergern (Gemeinde Zelking-Matzleinsdorf)
Bergern (früher auch Berging) ist eine Ortschaft der Marktgemeinde Zelking-Matzleinsdorf im Bezirk Melk in Niederösterreich. Die Ortschaft hat 32 Einwohner (Stand 1. Jänner 2024).

## Geografie
Das Dorf liegt in der Katastralgemeinde Bergern-Maierhöfen im Norden des Gemeindegebietes sehr nahe an der Donau, aber dennoch in ausreichender Höhe, um nicht von Hochwässern erfasst zu werden. Im Norden führt die Westbahn am Ort vorüber.

## Geschichte
Im Jahr 1822 wurde der Ort als Dorf mit elf Häusern genannt, das nach Matzleinsdorf eingepfarrt war, wohin auch die Kinder eingeschult wurden. Die Herrschaft Ullmerfeld besaß die Ortsobrigkeit, die Herrschaft Zelking übte die Landgerichtsbarkeit aus und besorgte die Konskription. Die Untertanen und Grundholde des Ortes gehörten der Herrschaft Ulmerfeld.
Laut Adressbuch von Österreich war im Jahr 1938 in Bergern ein Landwirt ansässig.

## Infrastruktur
In den Jahren 1979 bis 1983 wurde hier das Umformerwerk Bergern errichtet, das Strom aus dem Donaukraftwerk Melk in Bahnstrom umwandelt und in das Netz der Westbahn einspeist.